# Xanthorhoe oligepeles
Xanthorhoe oligepeles là một loài bướm đêm trong họ Geometridae.